# 중앙카스피해 독재정권
중앙 카스피 독재 정권(러시아어: Диктатура Центрокаспия Diktatura Tsentrokaspiya[*], 아제르바이잔어: Sentrokaspi Diktaturası)은 제1차 세계 대전 중 바쿠 시에서 선포된 단명한 반소련 행정부였다. 사회주의혁명당과 러시아 사회민주노동당 (멘셰비키)의 동맹으로 결성된 이 정권은 1918년 7월 26일 무혈 쿠데타를 통해 바쿠 코뮌을 대체했으며, 오스만-아제르바이잔 연합군이 바쿠를 점령한 1918년 9월 15일에 붕괴되었다.
중앙 카스피 독재 정권은 바쿠로 진격하는 오스만 제국의 카프카스 이슬람군을 막기 위해 영국의 도움을 요청했다. 라이오넬 던스터빌 장군 휘하의 소규모 영국군이 바쿠로 파견되어 주로 아르메니아 혁명 연맹 소속의 아르메니아군이 바쿠 전투 동안 수도를 방어하는 것을 도왔다. 그러나 아제르바이잔-오스만군은 1918년 9월 15일 바쿠를 점령하고 수도로 진입하여 영국군은 철수하고 많은 아르메니아인들이 피난하게 되었다. 오스만 제국이 1918년 10월 30일 무드로스 휴전 협정에 서명한 후, 대영 제국 점령군이 바쿠에 재진입했다.

## 같이 보기
- 트란스캅카스 정부